# 스티브 매퀸 (배우)
테런스 스티븐 맥퀸(Terrence Steven McQueen, 1930년 3월 24일 ~ 1980년 11월 7일)은 미국의 영화배우이다. 그는 모터사이클과 자동차 레이서였고, 연기를 배우면서 경기에서 우승하기도 하였다.

## 주요 스턴트 연기
- 《블리트》 : 위험한 추격 장면을 포드 머스탱을 몰고 직접 연기하였다.[1]
- 《대탈주》 : 트라이엄프 모터사이클을 타고 울타리를 뛰어넘는 장면을 선보였다.
- 《르망》 : 프로레이서보다 더 빠른 속력으로 포르쉐를 운전하였다.

## 출연작
- 《황야의 7인》(The Magnificent Seven, 1960년)
- 《대탈주》(The Great Escape, 1963년)
- 《네바다 스미스》(Nevada Smith, 1966년)
- 《블리트》(Bullitt, 1968년)
- 《르망》(Le Mans, 1971년)
- 《빠삐용》(Papillon, 1973년)
- 《타워링》(The Towering Inferno, 1974년)
- 《겟어웨이》(The Getaway, 1978년)
- 《헌터》(The Hunter, 1980년)
- 《스티브 맥퀸: 더 맨 앤 르망》(TSteve McQueen: The Man & Le Mans, 2015년)